# 8663 Davidjohnston
8663 Davidjohnston eller 1991 DJ1 är en asteroid i huvudbältet som upptäcktes 18 februari 1991 av den amerikanske astronomen Eleanor F. Helin vid Palomar-observatoriet. Den är uppkallad efter den amerikanske geologen David A. Johnston.
Asteroiden har en diameter på ungefär 5 kilometer.